# Воробьёв, Иван Тихонович
Иван Тихонович Воробьёв (бел. Іван Ціханавіч Вараб'ёў; род. 19 мая 1920, д. Красная Слобода, Октябрьский район) — работник советского сельского хозяйства, Герой Социалистического Труда (1966).

## Биография
Закончил БГСХА в 1969 году. Участник Великой Отечественной войны. С 1946 года — агроном, с 1951 года — директор МТС, с 1957 года — директор совхоза «Ареса» Октябрьского района, с 1973 года — руководитель межхозяйственного объединения по орошении.
Звание Героя присвоено за успехи в развитии животноводства, увеличение производительности и заготовок сельскохозяйственной продукции. Депутат Верховного Совета БССР в 1971—1975 годах.